# زكي نجيب محمود
زكي نجيب محمود (1 فبراير 1905م / 26 ذو القعدة 1322 هـ - 12 ربيع الأول 1414 هـ / 8 سبتمبر 1993م)، فيلسوف وكاتب وأكاديمي وأستاذ فلسفة مصري، من مؤلفاته (المنطق الوضعي) في جزأين، و(خرافة الميتافيزيقا) و(نحو فلسفة علمية).

## حياته
ولد في قرية ميت الخولي عبد الله، مركز الزرقا في محافظة دمياط، وحصل على الدكتوراه في الفلسفة من لندن.

## صفاته
وصف ياقوت الحموي في كتابه معجم الأدباء أبا حيان التوحيدي بأنه فيلسوف الأدباء وأديب الفلاسفة؛ لأنه كان أديبًا موسوعيًا يحاول مزج الفلسفة بالأدب، وأن يقدم خلاصة ذلك للناس ليكون قريبًا من أفهامهم. والوصف الذي أطلقه ياقوت الحموي يكاد لا ينطبق على أحد من أعلام النهضة الأدبية في مصر إلا على زكي نجيب محمود، فقد نجح في تقديم أعسر الأفكار على الهضم العقلي للقارئ العربي في عبارات أدبية مشرقة، وفكّ أصعب مسائل الفلسفة وجعلها في متناول قارئ الصحيفة اليومية، واستطاع بكتاباته أن يخرج الفلسفة من بطون الكتب وأروقة المعاهد والجامعات لتؤدي دورها في الحياة.

## تعليمه
بعد تخرجه عمل بالتدريس حتى سنة (1362هـ = 1943م) وأكمل دراسته في إنجلترا في بعثة دراسية لنيل درجة الدكتوراه في الفلسفة، وتمكن من الحصول عليها من جامعة لندن عام 1367 هـ/1947م، وكانت أطروحته بعنوان «الجبر الذاتي»، وقد ترجمها تلميذه الدكتور إمام عبد الفتاح إلى العربية.

## حياته العملية
عين مستشارًا ثقافيًا للسفارة المصرية في واشنطن، وعضوًا في المجلس القومي للثقافة، بعد عودته إلى مصر التحق بهيئة التدريس في قسم الفلسفة بكلية الآداب جامعة القاهرة، وعمل بها أستاذًا متفرغًا، وظل بها حتى أحيل على التقاعد سنة 1385 هـ / 1965م، ويفخر الأديب أنيس منصور أنه من تلاميذه، ثم سافر إلى الكويت سنة 1388هـ / 1968م، حيث عمل أستاذًا للفلسفة بجامعة الكويت لمدة خمس سنوات متصلة.
إلى جانب عمله الأكاديمي انتدب سنة 1373 هـ / 1953م للعمل في وزارة الإرشاد القومي (الثقافة) وهي الوزارة التي أنشأتها حكومة الثورة، ثم سافر بعدها إلى الولايات المتحدة الأمريكية في العام نفسه، وعمل أستاذًا زائرًا في جامعة كولومبيا بولاية كارولينا الجنوبية، وبعد أن أمضى بها الفصل الدراسي الأول انتقل إلى التدريس بجامعة بولمان بولاية واشنطن في الفصل الدراسي الثاني، ثم عمل ملحقًا ثقافيًا بالسفارة المصرية بواشنطن بين عامي (1374-1375هـ 1954-1955م).
في سنة 1385 هـ / 1965م عهدت إليه وزارة الثقافة في عهد وزيرها محمد عبد القادر حاتم بإنشاء مجلة فكرية رصينة تعنى بالتيارات الفكرية والفلسفية المعاصرة، فأصدر مجلة (الفكر المعاصر) ورأس تحريرها وقام عليها خير قيام، ودعا كبار رجال الفكر في مصر للكتابة فيها، وشارك هو فيها بمقال شهري ثابت تحت عنوان (تيارات فلسفية)، وظل يرأس تحريرها حتى سافر إلى الكويت للعمل في جامعتها، وبعد عودته من الكويت انضم إلى الأسرة الأدبية بجريدة الأهرام سنة 1393 هـ 1973م، وشارك بمقاله الأسبوعي الذي كان ينشره على صفحاتها كل ثلاثاء، وبلغ من اهتمام الصحافة بهذه المقالة الرصينة أن خمس صحف عربية كانت تنشر هذا المقال في نفس يوم صدوره بالقاهرة.

## أثره
إلى جانب المناصب الهامة التي شغلها، والكتابات الغزيرة الهامة التي أصدرها، وتأثيره على عدد كبير من تلامذته في مصر والعالم العربي إلى اليوم، فقد كان الدكتور زكي نجيب المدشّن الأول لتيار الوضعية المنطقية في مصر والعالم العربي والإسلامي، في كتبه: المنطق الوضعي من جزئين، وخرافة الميتافيزيقا، ونحو فلسفة علمية، وغيرها، كما كان صاحب أسلوب أدبي متماسك وأنيق يخلق صلة بين الوعي الفلسفي والذوق الأدبي.

## أعماله

### كتب في الفلسفة والمنطق
- نظرية المعرفة
- المنطق الوضعي
- خرافة الميتافيزيقا (الطبعة الأولى) ثم أعيد تسميته في الطبعات اللاحقة إلى موقف من الميتافيزيقا.[2]
- نحو فلسفة علمية
- حياة الفكر في العالم الجديد
- بيرتراند راسل[3]
- ديفيد هيوم[4]
- الشرق الفنان
- جابر بن حيان[5]
- الجبر الذاتي
- قصة عقل
- قصة نفس
- عن الحرية أتحدث
- أسس التفكير العلمي[6]
- وجهة نظر[7] نشر عام 1967
- من زاوية فلسفية[8] الطبعة الأولى عام 1979

### كتب عن الحياة الفكرية والثقافية
- قشور ولباب
- تجديد الفكر العربي
- المعقول واللامعقول في تراثنا الفكري
- ثقافتنا في مواجهة العصر
- مجتمع جديد أو الكارثة
- رؤية إسلامية
- في تحديث الثقافة العربية
- قيم من التراث
- نافذة على فلسفة العصر الجزء الأول سنة 1990 [9]
- نافذة على فلسفة العصر الجزء الثاني سنة 2014[10]
- عربي بين ثقافتين الطبعة الأولى سنة 1990[11]
- بذور و جذور[12] الطبعة الأولى سنة 1990م

### كتب أدبية
- جنة العبيط
- شروق من الغرب
- الكوميديا الأرضية
- قصة نفس
- أرض الأحلام
- حصاد السنين

### كتب مترجمة
- قصة الحضارة (ترجمة: الدكتور زكي نجيب محمود وآخرين).
- الأغنياء والفقراء[13] تأليف هربرت جورج ويلز
- محاورات أفلاطون أربع محاورات ترجمة[14]
- المنطق نظرية البحث لجون جون ديوي ترجمة[15]
- تاريخ الفلسفة الغربية تأليف بيرتراند راسل

## التكريم
حصل الدكتور زكي نجيب محمود على جائزة الدولة التقديرية، وقد سلّمه إيّاها الأستاذ بسام مؤنس حسن.

## وصلات خارجية
- زكي نجيب محمود على موقع أرشيف الشارخ.